# Rezes László
Rezes László (Debrecen, 1987. augusztus 12. –) magyar labdarúgó, jelenleg a Debreceni EAC játékosa.

## Pályafutása
Hétéves korában ismerkedett meg a labdarúgással, s különböző korosztályos csapatokat végigjárva Szabó László, Ludánszki István, Hegedűs Gábor, Szalánczi Tamás, Katona Zoltán, Herczeg András és Kondás Elemér edzők keze alatt sajátította el a szakma alapjait. A már gyermekként is tudatos labdarúgópalánta mindig a focit helyezte előtérbe, a tanulás és minden egyéb csak a futottak még kategóriába tartozott. Tizenhat évesen már látszott, több lesz, mint tucatlabdarúgó, kvalitásaival messze kitűnt korosztályából.
Mindig szeret edzeni, ha néhány nap pihenő van, már nem nagyon találja a helyét. Az erőnlétével sosincs probléma, a robbanékonyságának és a cselezőkészségének köszönhetően többször kerül helyzetbe. Legfőbb erényei, hogy nagyon kreatív, virtuóz megoldásokra képes és rendkívül gólérzékeny. Figyelemre méltó, hogy kétlábas labdarúgó, éppen ezért a középpálya bármelyik posztján bevethető. Saját bevallása szerint a védekezésén azonban még bőven van mit javítani, de a fejjátéka is csiszolásra szorul.
Nem halad rossz úton a többszörös utánpótlás válogatott labdarúgó. A 2007/2008-as szezon elején tért vissza Kecskemétről, ahol kölcsönben szerepelt. Ősszel többnyire az NB III-as csapatban rúgta a bőrt, de olyannyira jó formában futballozott, hogy a Ligakupa-meccseken is egyre többször láthatta a közönség. 
A 2010/2011-es tavaszi szezonban a Vasas csapatában szerepelt kölcsönben, onnan tért vissza nyáron Debrecenbe.

## Sikerei, díjai
DVSC
- Magyar bajnokság
  - bajnok: 2006–07, 2008–09, 2009–10, 2011-12
- Magyar Kupa
  - győztes: 2009–10, 2011–12, 2012-13
- Magyar labdarúgó-ligakupa: 2010